# 堂ノ前公園
堂ノ前公園（どうのまえこうえん）は、山形県東根市にある公園。堂の前公園とも表記される。
東根温泉の東方の蛇山の麓に位置。1972年より整備され、1975年の11月に開園した。
園内にはソメイヨシノ、山桜、枝垂桜など約300本の桜の木が存在し、桜のシーズンは花見スポットとなる。園内の真ん中には堂ノ前沼存在するほか、村山盆地北部を一望できる展望台や芝生の広場などがある。

## 周辺
- 山形県道304号中島新田楯岡線